# Mam pięć gram
Mam pięć gram – drugi solowy album polskiego rapera Borixona. Wydawnictwo ukazało się 23 listopada 2002 roku nakładem wytwórni muzycznej Camey Studio.

## Lista utworów
Opracowano na podstawie materiału źródłowego.
1. „Trwam w tym” (produkcja: Szyha, scratche: DJ Kostek) – 3:11
2. „Fakty” (produkcja: Camey) – 3:14
3. „Mam pięć gram” (produkcja: Camey, scratche: DJ Kostek, gościnnie: Wojtas) – 3:31
4. „Miasto świeci” (produkcja: Szyha, scratche: DJ Kostek, gościnnie: Pih) – 3:31
5. „Tak to wygląda (2h)” (produkcja: Camey, scratche: DJ Kostek) – 3:23
6. „Dedykacje” (produkcja: K-Milson, gościnnie: PSF, Selma) – 4:00
7. „Jeszcze więcej bausu” (produkcja: Gibon Skład, gościnnie: Gutek, TeDeeF) – 3:53
8. „Mam rację (KSM) (Remix)” (produkcja: Teka) – 3:08
9. „Cin cin” (produkcja: Camey, scratche: DJ Kostek, gościnnie: Onar) – 3:35
10. „Pastele” (produkcja: VOLT, gościnnie: Franczesko) – 3:23
11. „Nienawidzisz Mmnie...” (produkcja: O$ka) – 3:33
12. „Hip-hop-szponce” (produkcja: Camey) – 2:54
13. „Marcin i Tomek” (produkcja: TeDeeF, gościnnie: PSF) – 3:31
14. „Hurtownia hitów” (produkcja: Camey, scratche: DJ Kostek) – 3:13
15. „Dla EM” (produkcja: Camey, scratche: DJ Kostek) – 2:23